# Körösnagyharsány–Vésztő–Gyoma-vasútvonal
A Körösnagyharsány–Vésztő–Gyoma-vasútvonal a MÁV 127-es számú egyvágányú, nem villamosított 84 km hosszú mellékvonala.  Személyszállítás jelenleg csak Vésztő és Gyoma között történik.

## Történet
A mai vasútvonal több vasúttársaság vonalaiból alakult ki. A Dévaványa és Gyoma közötti vonalszakaszt, egyes források szerint, a Mátra–Körösvidéki HÉV társaság építette. A társaság Kisújszállástól Gyomáig tartó vasútvonalának utolsó szakaszaként épült meg, a vonalat 1889. szeptember 10-én adták át a forgalomnak.
A Dévaványától induló, Szeghalmon át Kótig (mai nevén Kótpuszta) tartó vonalszakaszt szintén a Mátra–Körösvidéki HÉV társaság építette, az Erdélyt és a Mátra vidékét összekötő vasútvonal részeként. A vonalat 1891. június 29-én nyitották meg.
A Kótpusztától Ösipusztán (mai nevén Őssipuszta) keresztül Nagyváradig tartó vonalat a Bihari HÉV társaság építette. A 47,6 km hosszú vonalat 1887. november 1-jén helyezték üzembe.
A felépítményt a Mátra - Körösvidéki HÉV 23,6 kg/fm tömegű, „i” jelű, a Bihari HÉV 20 kg/folyóméteres, "n" jelű sínekből építette.
A vasútvonalat a trianoni békeszerződésben kijelölt új államhatár kettévágta, az átmenő forgalmat nem vették fel. Később Körösnagyharsány és Körösszeg között a pályát is elbontották. 1940-ben, a második bécsi döntéssel a vonal ismét teljes egészében Magyarországé lett, pályafelújítás, és a felszedett szakasz újjáépítése után a vonatok ismét Nagyváradig jártak. 1944 után Körösnagyharsány újra végállomássá vált, 1971-ben pedig a határon átmenő pályát másodszor is felbontották. A vasúti töltés körülbelül 4 km hosszban még a mai napig felismerhető. A román oldalon, Körösszeg és Nagyvárad között a pálya járható, 1997-ben a személyszállítás megszűnt, 2013. augusztus 21-én újraindult, 2015. március 15-től ismét megszűnt, teherforgalom nincs. A személyszállítást 2013 és 2015 között az Interregional Calatori kolozsvári magántársaság látta el. A romániai rész hamarosan a Nagyvárad körül kiépülő vasútvillamos-hálózat része lesz.
Körösnagyharsányban volt az országban az egyetlen olyan megállóhely, amely körüljárási lehetőség nélküli, végállomásként funkcionált. (Hasonló volt az egykori Szombathely–Bucsu-vasútvonal, mely 1960-ban szűnt meg, illetve Vedresháza megállóhelynél a Szeged–Vedresháza-vasútvonalon.)

## Felépítmény
A Vésztő-Körösnagyharsány vonalon az engedélyezett sebesség Vésztő-Kótpuszta között 50 km/h, Kótpuszta-Körösnagyharsány szakaszon 40 km/h. Komádi-Körösnagyharsány szakaszon hosszabb 30 km/h-s lassújellel. Ezt a vonalszakaszt jórészt az 1990-es években cserélték át „i” rendszerű sínekről (23,6 kg/fm) „c” rendszerűre (34,5 kg/fm) ami a tengelyterhelés 12-ről 17,5  tonnára emelését eredményezte, azonban az aljak rossz állaga miatt napjainkra leromlott a pálya állapota.

## Forgalom
A vasútvonalon Körösnagyharsány és Vésztő között a személyszállítás 2009. december 13-án, a 2009/2010. évi menetrendváltással megszűnt.
Nagyvárad és Körösszeg között 2013. augusztus 21-től újraindult a személyszállítás, azonban 2015. március 15-étől ismét megszűnt. A személyszállítást az Interregional Calatori kolozsvári magántársaság látta el.

## Galéria

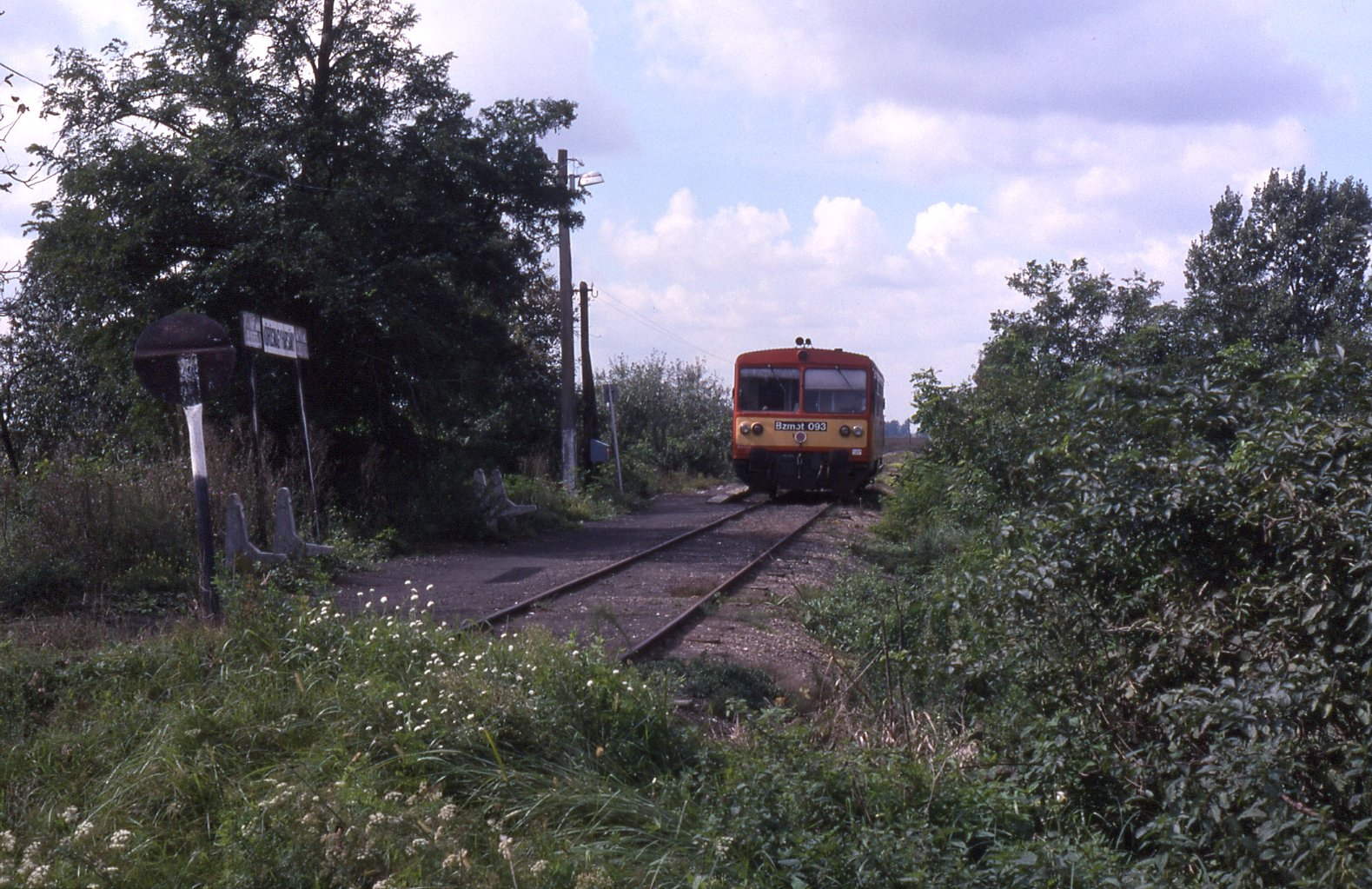
Személyvonat Körösnagyharsányban 1996-ban
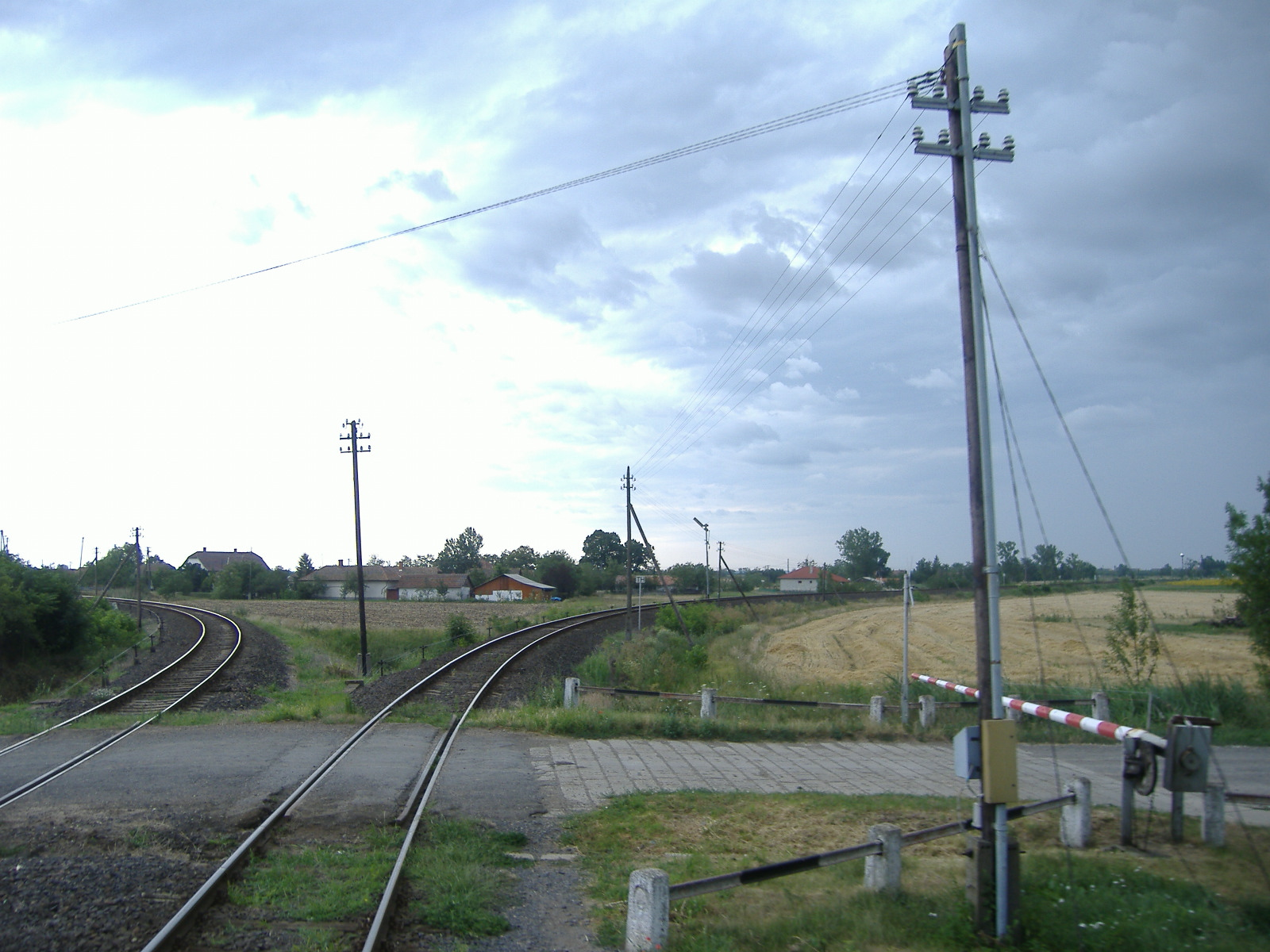
A vonal kezdő- és végpont felőli vége Dévaványán